# Escândalo íntimo
Escândalo íntimo è il terzo album in studio della cantante brasiliana Luísa Sonza, pubblicato il 29 agosto 2023.
L'LP ha generato due candidature ai Latin Grammy, una per il miglior album pop contemporaneo in lingua portoghese e l'altra per la miglior canzone in lingua portoghese per l'estratto Chico.

## Tracce
1. Escândalo íntimo – 0:59
2. Carnificina – 2:20
3. A dona aranha – 2:04
4. Luísa manequim – 2:29
5. Interlúdio – Todas as histórias – 0:29
6. Romance em cena (featuring Marina Sena) – 3:08
7. Campo de morango – 1:16
8. Surreal (featuring Baco Exu do Blues) – 3:54
9. Iguaria – 3:42
10. Chico – 3:02
11. Onde é que deu errado? – 3:44
12. Penhasco2 (with Demi Lovato) – 2:53
13. Outra vez – 3:29
14. Interlúdio – Dão errado – 2:12
15. Principalmente me sinto arrasada – 2:53
16. Ana Maria (featuring Duda Beat) – 2:35
17. Lança menina – 1:57
18. Não sou demais – 2:45

## Classifiche

### Classifiche settimanali
| Classifica (2023-24) | Posizione massima |
| -------------------- | ----------------- |
| Irlanda              | 78                |
| Portogallo           | 13                |

### Classifiche di fine anno
| Classifica (2024) | Posizione |
| ----------------- | --------- |
| Portogallo        | 76        |